# José Daniel Valencia
José Daniel Valencia (* 3. Oktober 1955 in San Salvador de Jujuy) ist ein ehemaliger argentinischer Fußballspieler, der mit der Nationalmannschaft seines Heimatlandes an den Fußball-Weltmeisterschaften 1978 und 1982 teilnahm und 1978 den Weltmeistertitel gewann.

## Karriere

### Vereinskarriere
José Daniel Valencia begann seine fußballerische Laufbahn im Jahre 1973 beim Verein CA Gimnasia y Esgrima de Jujuy aus seiner Heimatstadt San Salvador de Jujuy. Nach einem Jahr bei dem Provinzverein wechselte er nach Córdoba zu CA Talleres. Für den Verein aus der zweitgrößten Stadt Argentiniens absolvierte Valencia in 13 Jahren, die er Talleres angehörte, 274 Spiele mit 29 Toren im argentinischen Ligabetrieb. Mit Talleres, wo er unter anderem zusammen spielte mit anderen argentinischen Topspielern der damaligen Zeit wie Miguel Oviedo und Luis Galván, gewann José Daniel Valencia jedoch keinen Titel, wobei CA Talleres einige Male durch einen zweiten (1977) oder dritten (1980) Platz nur knapp den Gewinn der argentinischen Fußballmeisterschaft verpasste. Zum Ende seiner Karriere hin wurde Valencia 1986 von Talleres zu LDU Portoviejo nach Ecuador ausgeliehen, zwei Jahre darauf verließ er Córdoba endgültig und ging zu Guaraní Antonio Franco, einem argentinischen Provinzverein aus Posadas, von wo aus er 1989 zu Rosario Central wechselte. Nach nicht einem Ligaspiel für Rosario schloss sich Valencia im gleichen Jahr dem Club Jorge Wilstermann aus Bolivien an, spielte dort ein Jahr und wechselte 1990 erneut. Diesmal zog es ihn zu Club San José, wo er seine Karriere von 1991 bis 1993 ausklingen ließ.

### Nationalmannschaft
José Daniel Valencia absolvierte zwischen 1975 und 1982 41 Spiele für die argentinische Fußballnationalmannschaft, in denen ihm fünf Tore gelangen. Im Jahre 1978 wurde er von Trainer César Luis Menotti ins Aufgebot für die Fußball-Weltmeisterschaft im eigenen Land berufen. Dort kam Valencia in den ersten vier Spielen Argentiniens zum Einsatz, ehe er seinen Stammplatz aufgrund einer taktischen Umstellung Menottis verlor. Auch im Endspiel, in dem sich Argentinien durch ein 3:1 nach Verlängerung gegen die Niederlande im Estadio Monumental von Buenos Aires den ersten Weltmeistertitel seiner Geschichte sicherte, wurde Valencia nicht eingesetzt. Vier Jahre später in Spanien stand er erneut im Aufgebot des Titelverteidigers. Diese Endrunde verlief nicht nur für die Argentinier enttäuschend, sondern auch für Valencia selbst, denn er wurde nur eingesetzt, und zwar im Zwischenrundenspiel gegen Italien (1:2), wo er in der 58. Minute eingewechselt wurde. Nach der Weltmeisterschaft beendete er seine Karriere in der Nationalmannschaft.